# Luftangriffe der Alliierten auf Berlin

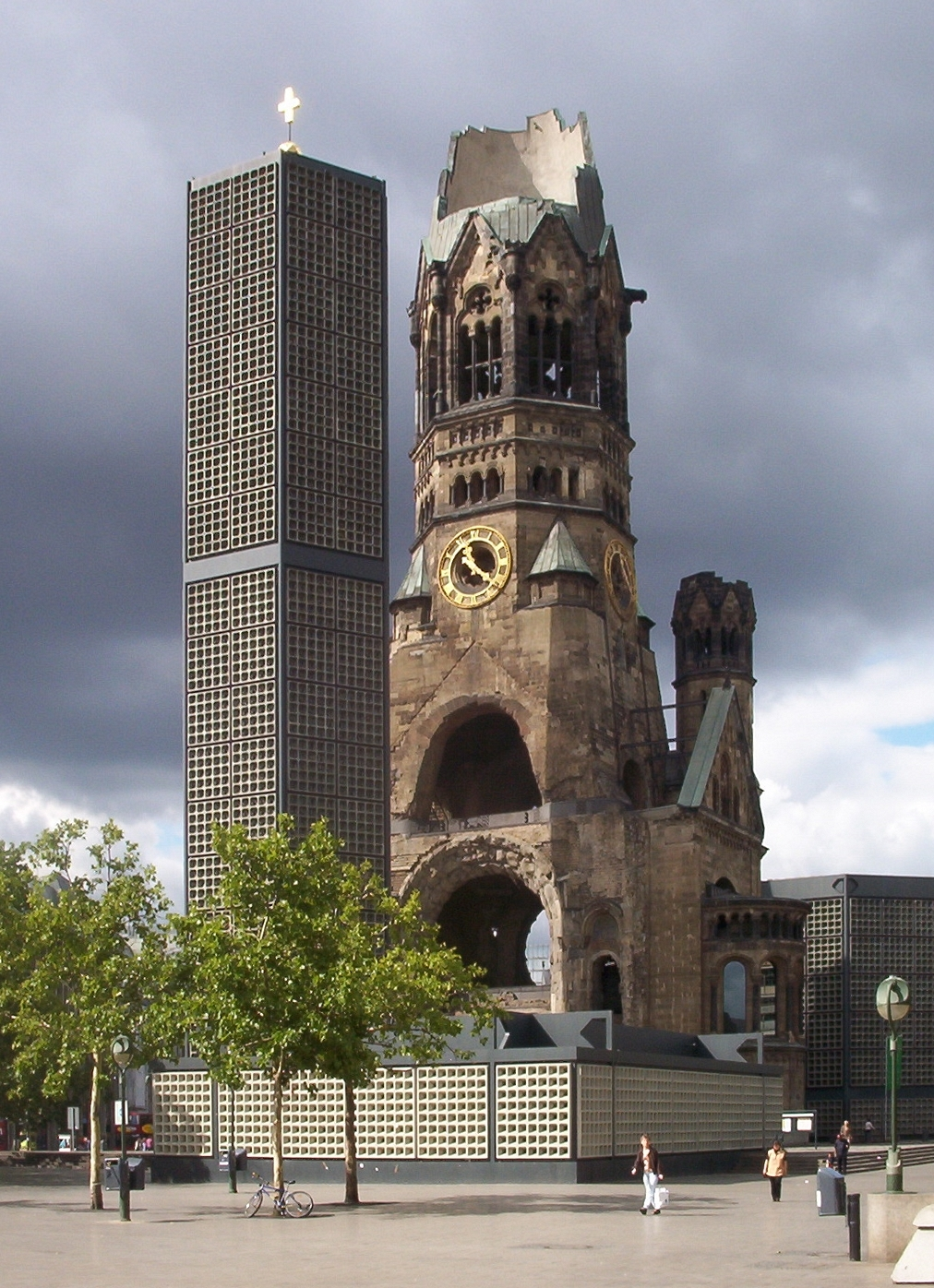
In der Nacht vom 22. zum 23. November 1943 wurde die Kaiser-Wilhelm-Gedächtniskirche getroffen, wodurch es zu einem Brand kam, der u. a. die Spitze des Hauptturms einknicken ließ. Sie gilt heute auch als bekanntes Mahnmal für Kriegszerstörungen.

Die Luftangriffe der Alliierten auf Berlin im Zweiten Weltkrieg wurden von Einheiten der britischen Royal Air Force (RAF), der US-amerikanischen USAAF, den sowjetischen Luftstreitkräften und der französischen Armée de l’air geflogen. Den ersten Luftangriff flog in der Nacht vom 7. auf den 8. Juni 1940 ein einzelnes Flugzeug der Armée de l’air; im Luftkrieg des Zweiten Weltkriegs führte den Hauptteil der Angriffe das britische RAF Bomber Command während der von Luftmarschall Arthur Harris ausgerufenen Battle of Berlin von November 1943 bis März 1944 durch. Die drei schwersten Großangriffe auf die Stadt flogen die USAAF in den letzten drei Monaten vor Kriegsende am 3. und 26. Februar sowie am 18. März 1945.
Von den insgesamt gezählten 363 Luftangriffen der US-amerikanischen und britischen Luftstreitkräfte auf die Region galten 310 der Stadt selbst, darunter 40 schwere und 29 Großangriffe. Es gab 421 Vollalarme. Über die Zahl der zivilen Opfer gibt es unterschiedliche Angaben.

## Flugabwehr und Luftschutz

Nachtjagdzonen im Himmelbettverfahren, 1941/42

Berlin mit vier Millionen Einwohnern war als Hauptstadt, Ballungsraum und Verkehrsknotenpunkt ein wichtiges Angriffsziel für alliierte Bomberangriffe. Daneben betrieben wichtige Rüstungsunternehmen ihre Fabriken in Berlin. Dazu zählten die großen Fünf Altmärkische Kettenwerke in Spandau, Borsigwerke, Deutsche Waffen- und Munitionsfabriken, Deutsche Industriewerke (DIW), Siemens in der Siemensstadt, aber auch über die Stadt verteilt. Auch AEG, Arguswerke, BMW, Daimler-Benz, Henschel, Dornier, Mauser, Rheinmetall, Telefunken, Zeiss und Vereinigte Kugellagerfabriken fabrizierten in Berlin. Damit war Berlin ein bedeutendes Rüstungszentrum.
Mit Radarsystemen wie Freya und Würzburg konnten ins Reichsgebiet einfliegende Bomber bereits frühzeitig erkannt werden. Gegen Nachtangriffe der Royal Air Force gab es zunächst das Himmelbett-Verfahren mit festen Nachtjagdzonen. 1943 wurde dann nach dem verheerenden Luftangriff auf Hamburg zusätzlich das Zahme-Sau-Nachtjagdverfahren über dem vermuteten Einflugskurs und das Wilde-Sau-Nachtjagdverfahren über dem Abwurfgebiet praktiziert.
Berlin war das am stärksten gegen Luftangriffe gerüstete Ziel im Deutschen Reich. Die Luftverteidigung unterstand dem Luftgaukommando III. Das Luftverteidigungskommando Berlin (ab September 1941 in 1. Flakdivision umbenannt) war für die bodengestützte Flugabwehr zuständig. Im inneren Ring befanden sich 1943 auf den drei Flaktürmen im Tiergarten, in Friedrichshain und im Humboldthain mit jeweils acht 12,8 cm Kanonen die schwersten Geschütze. Die Berliner Flak-Geschütze waren auf einem Quadrat mit einer Seitenlänge von ca. 70 Kilometern verteilt und der Scheinwerfergürtel hatte einen Durchmesser von über 100 Kilometern. Es gab etwa 15 Scheinanlagen, die mit vorgetäuschten großen Bränden Bomber ablenken sollten. Auf dem Tegeler See und wahrscheinlich auch auf der Havel waren Flöße mit Tripelspiegeln verteilt, um das Radarbild der Flugnavigation der Bomber zu behindern. Über einigen Berliner Straßenzügen wurden Tarnnetze ausgebreitet.
Berlin war von der Bauweise weniger anfällig für Bombenangriffe als andere Städte. Die Häuser und Wohnblocks waren im Gegensatz zu Hamburg und London großteils unterkellert und konnten als Luftschutzkeller genutzt werden. Die Berliner Straßen waren in den Wohnvierteln breiter und boten größere Freiflächen, sodass viele Brandbomben auf unbebaute Flächen fielen und auch Trümmer versperrten der Feuerwehr somit weniger die Einsatzwege. Nach den verheerenden Luftangriffen auf Hamburg Ende Juli 1943 veranlasste Gauleiter Goebbels weitere Vorsichtsmaßnahmen zum Luftschutz. Es wurde begonnen, Kinder und Mütter zu evakuieren; die Kellerräume wurden mit Durchbrüchen versehen, um Fluchtwege zu schaffen; Dachböden wurden entrümpelt und mit Durchgängen versehen, um den Brandbomben keine Nahrung zu bieten und die frühzeitige Brandbekämpfung zu erleichtern; jede Familie musste Sand- und Wasservorräte zum Löschen bereithalten; Schulgebäude wurden als Sammelpunkte und Notfallhospitäler eingerichtet.

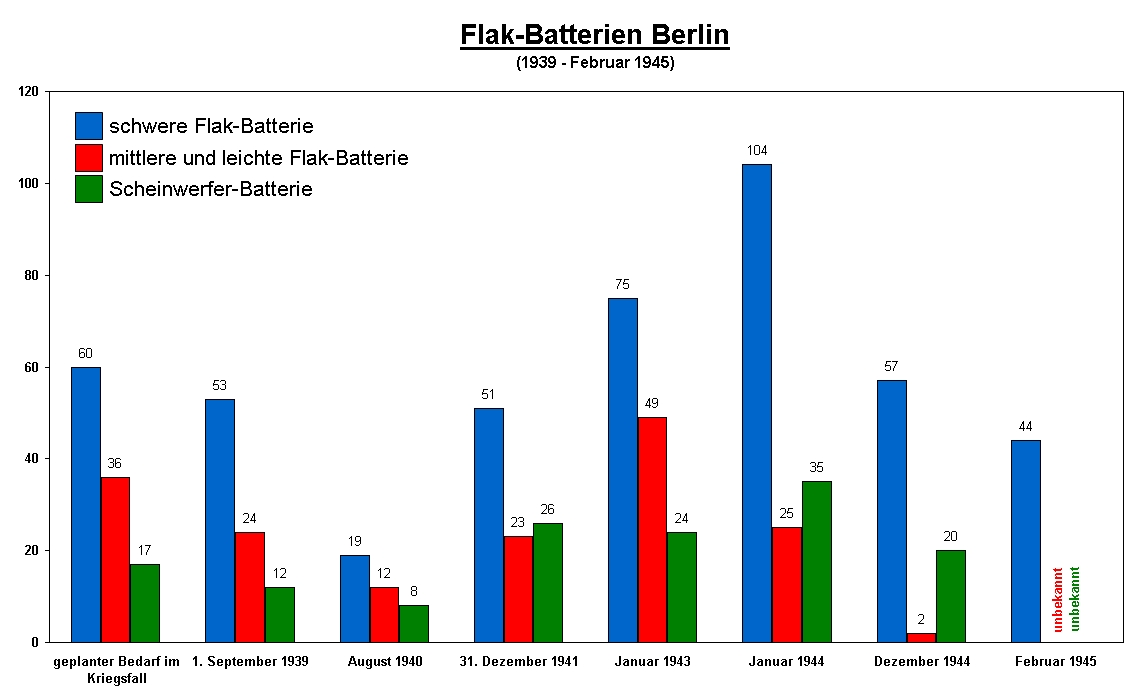
Diagramm Flakbatterien
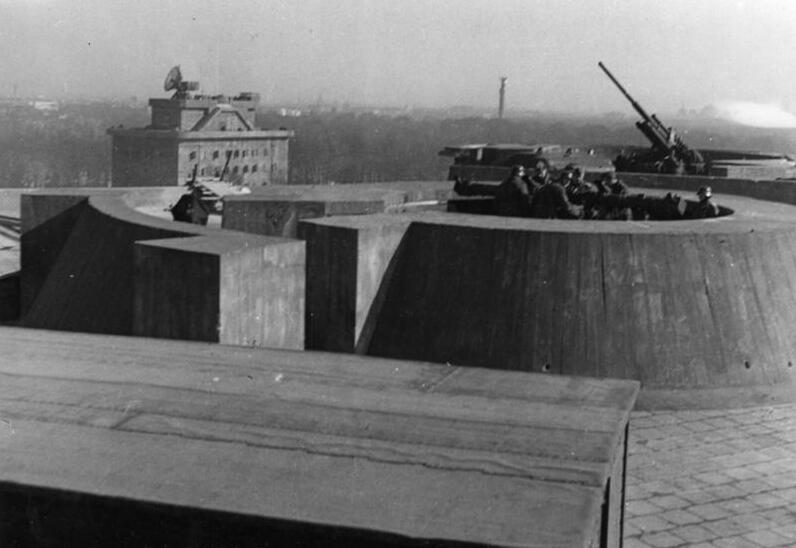
Flakturm Tiergarten, 1942
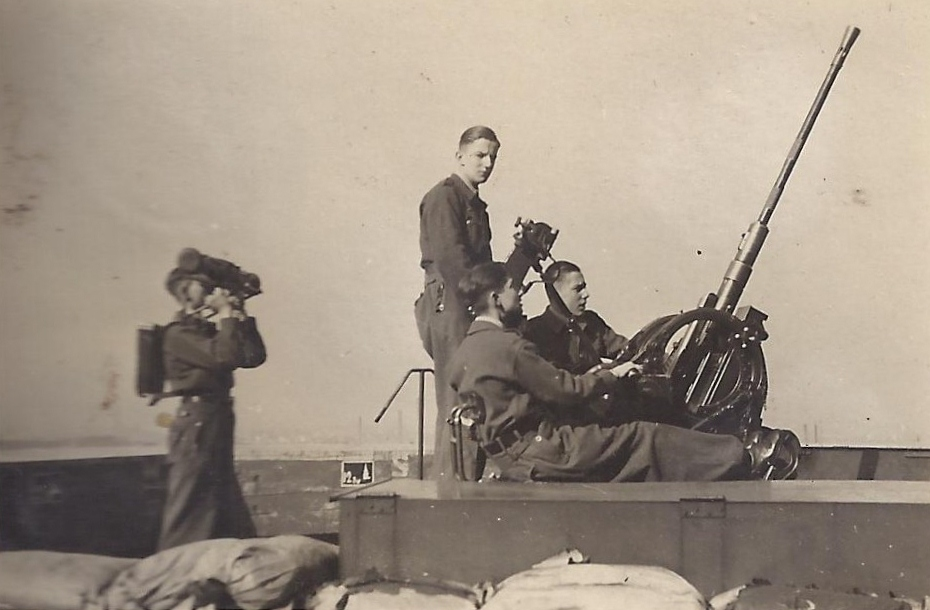
Jugendliche Flakhelfer (Jahrgang 1927), Berlin 1943
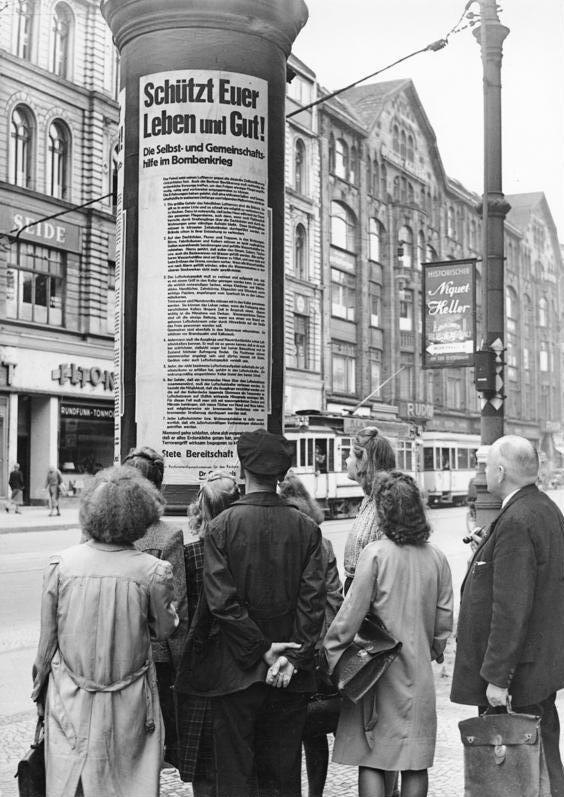
Litfaßsäule mit Richtlinien Goebbels zum Selbstschutz, August 1943
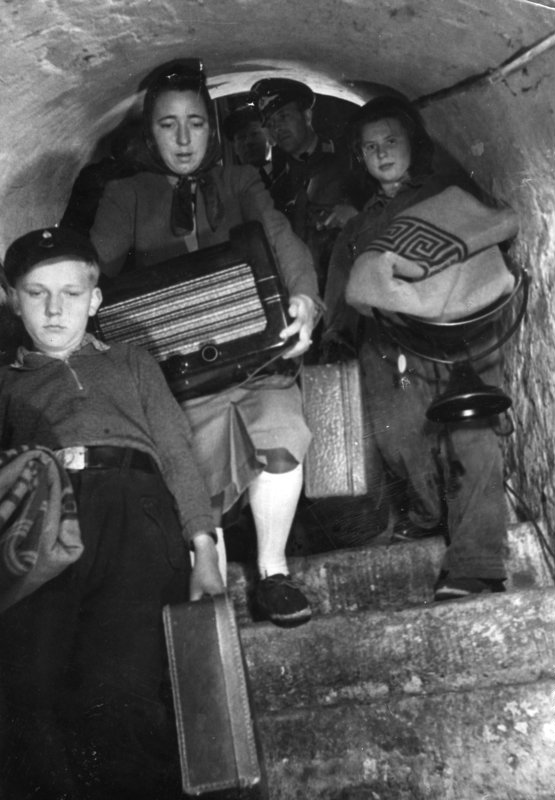
Mit Habseligkeiten in den Luftschutzkeller, Berlin 1944
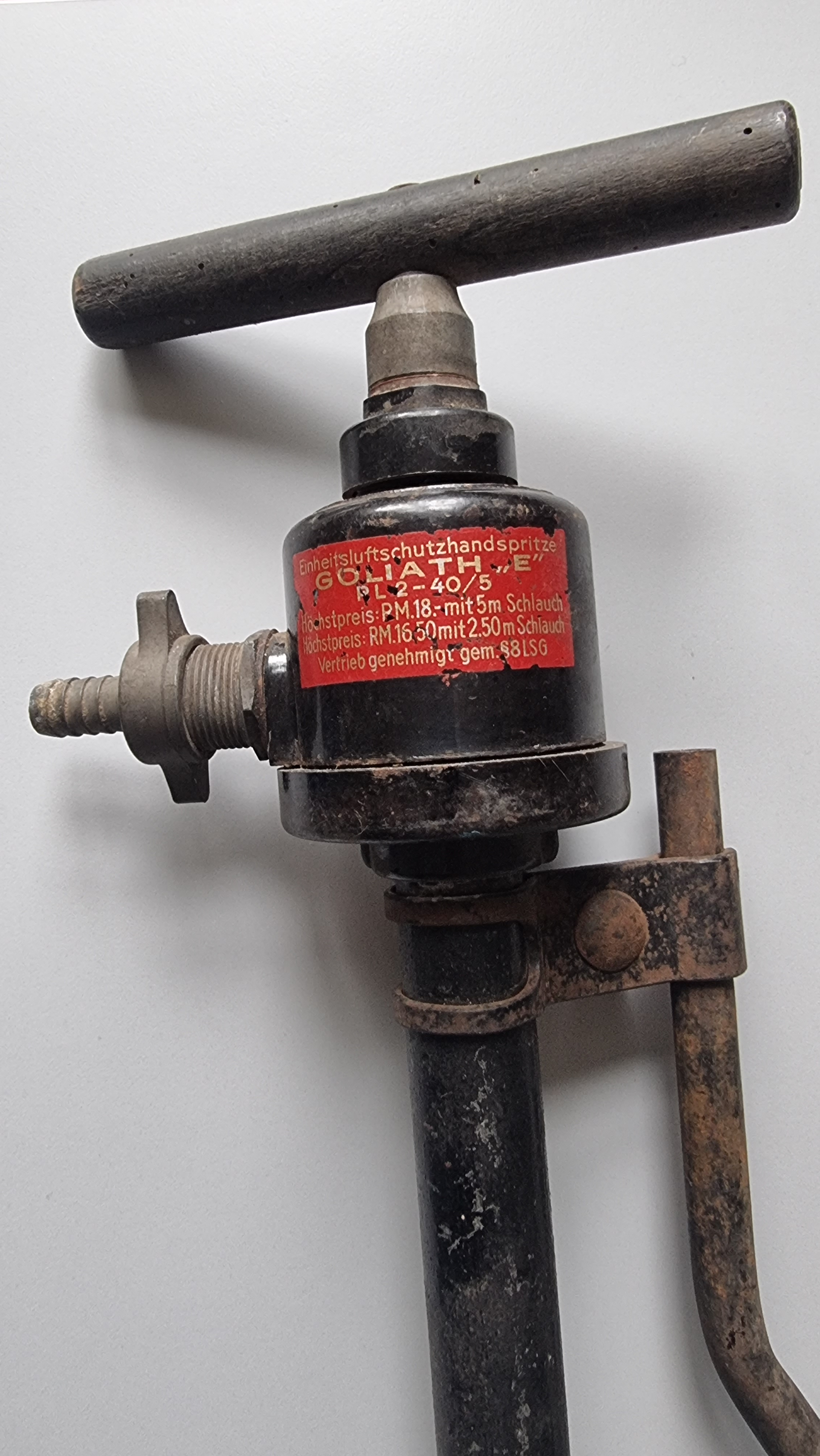
Luftschutzhandspritze „Goliath“
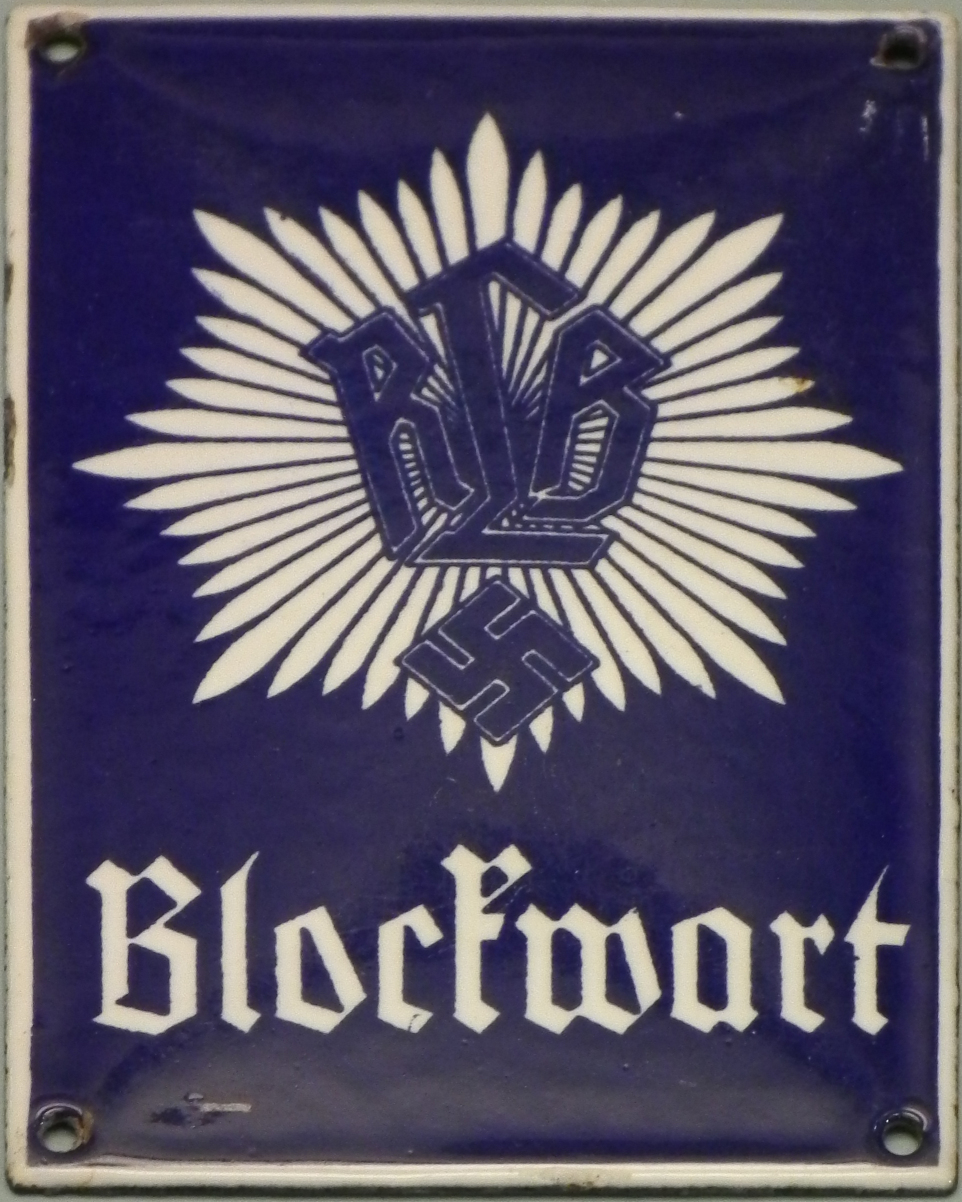
Emaille-Schild „Blockwart“, Reichsluftschutzbund

## Chronologie

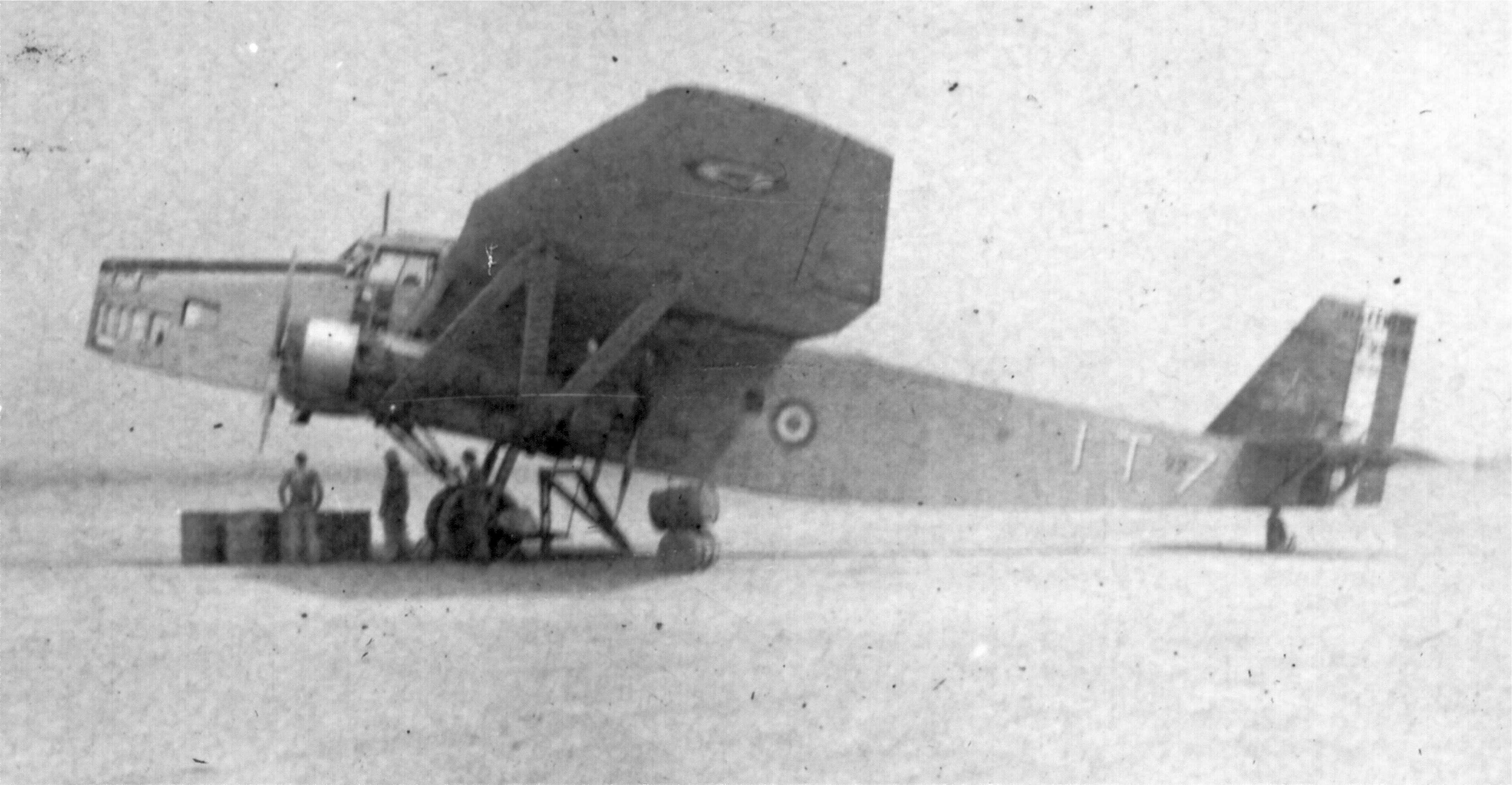
Eine französische Farman – nur eine Handvoll dieser Flugzeuge waren überhaupt vorhanden

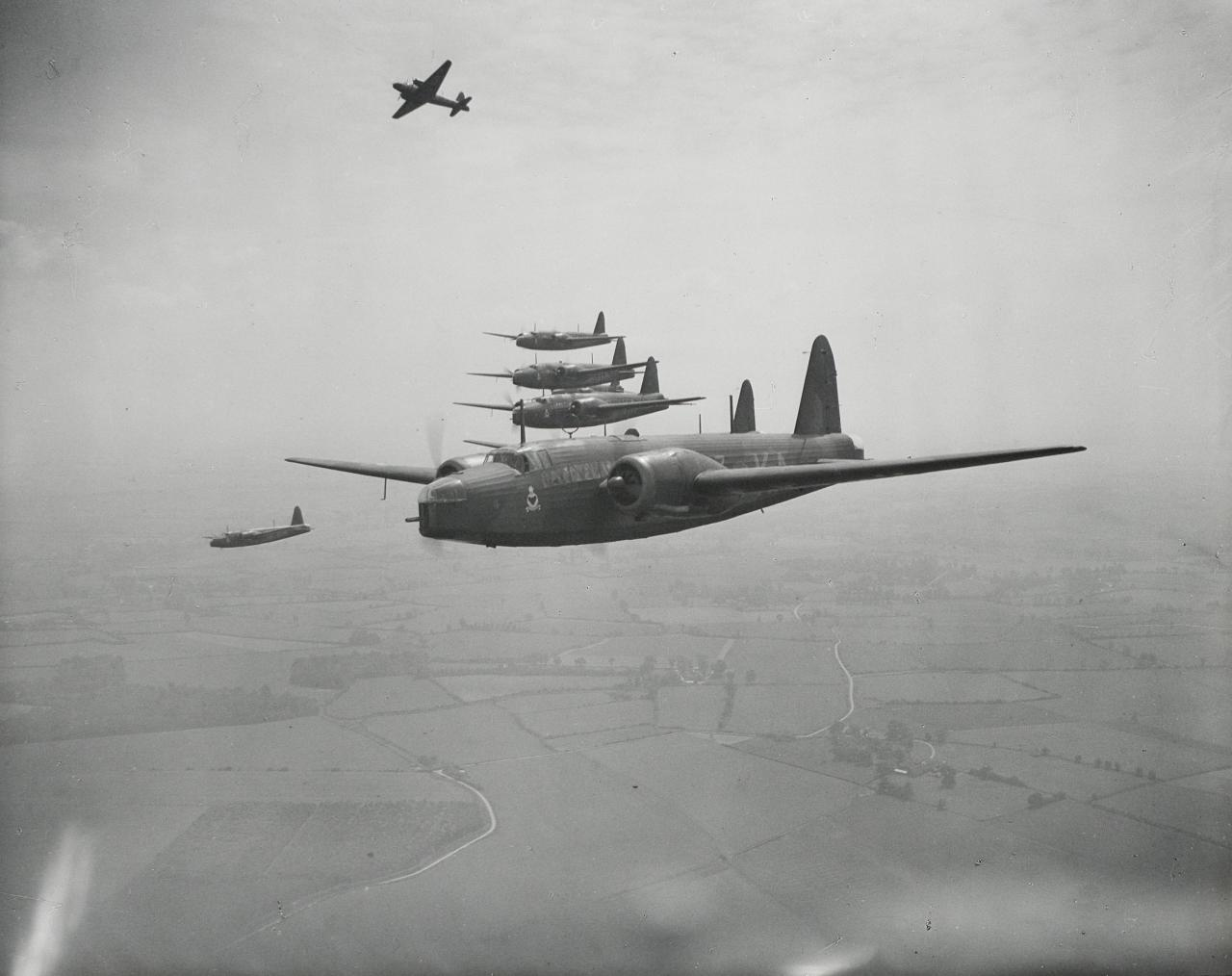
Ein Teil der Bomber beim ersten Angriff der Royal Air Force waren relativ moderne Vickers Wellington

Nachdem Anfang Juni 1940 bei deutschen Luftangriffen im Raum Paris im Rahmen des Unternehmen Paula über 200 Zivilisten ums Leben gekommen waren, führten die französischen Marineflieger der Aéronautique Navale als Vergeltungsaktion in der Nacht vom 7. auf den 8. Juni 1940 den ersten alliierten Luftangriff auf Berlin aus. Mit einer Farman 223.4 namens Jules Verne wurden acht 250-kg-Bomben und 24 Bomben von je 10 kg auf ein Berliner Industrieviertel abgeworfen.
Angesichts der Erfahrungen des Ersten Weltkriegs war die Furcht vor einem Angriff mit chemischen Waffen noch hoch; die Bevölkerung wurde aufgefordert, während eines Fliegeralarms Atemschutzmasken zu tragen, da man den Einsatz von Gasbomben befürchtete. Am 25. August 1940 griff erstmals die Royal Air Force (RAF) an. Am Vortag hatte die deutsche Luftwaffe im Rahmen der Luftschlacht um England begonnen, Bomben auf London abzuwerfen (→ The Blitz). Die Briten hatten bis dahin Berlin bewusst nicht angegriffen, zum einen aus Furcht vor einem deutschen Gegenschlag gegen London, zum anderen wegen der großen Entfernung von Großbritannien (London und Berlin liegen 930 Kilometer Luftlinie voneinander entfernt) und der starken deutschen Flugabwehr. Von den in der Nacht vom 25. auf den 26. August 1940 eingesetzten 81 Bomberflugzeugen der Typen Hampden und Wellington erreichten jedoch nicht alle die Stadt, außerdem verhinderte das Sperrfeuer der Flak Bombenabwürfe auf das Stadtzentrum. Daher fielen die meisten der insgesamt 22 Tonnen Bomben weit verstreut auf den Norden und Osten Berlins, vor allem auf Wedding, Reinickendorf und Lichtenberg, ohne dass Menschen zu Schaden kamen oder größere materielle Schäden entstanden. Der zweite Luftangriff auf Berlin erfolgte in der Nacht zum 29. August 1940, wobei der Görlitzer Bahnhof und umliegende Wohngebiete getroffen und 12 Menschen getötet sowie 28 verletzt wurden. Beim dritten Luftangriff auf Berlin in der Nacht zum 31. August 1940 fielen Bomben auf die Innenstadt, Siemensstadt und Neukölln, und sechs Menschen wurden verletzt. Hitler nutzte diese kleineren Angriffe auf Berlin, um der Öffentlichkeit den längst vorgesehenen großen Angriff auf London als „Vergeltungsangriff“ darzustellen.
Am 4. September 1940 fielen zwischen 0:09 Uhr und 2:12 Uhr weit verstreut Bomben auf das Stadtzentrum, wobei aber nur geringe Sachschäden entstanden und Menschen nicht zu Schaden kamen. Bei einem mittleren Luftangriff am 10. April 1941 wurde u. a. die Staatsoper Unter den Linden von Bomben getroffen und brannte teilweise aus. (Auf persönlichen Befehl Hitlers wurde sie unverzüglich wiederaufgebaut und im Dezember 1942 wiedereröffnet.)
Nach dem deutschen Überfall auf die Sowjetunion befahl Stalin am 8. August 1941, Berlin aus der Luft anzugreifen. Durch den Vorstoß der deutschen Truppen in Estland wurde die Operation wegen des Verlusts der dafür geeigneten Flugfelder bereits Anfang September 1941 gestoppt.
In der Nacht vom 7. auf den 8. November 1941 setzte Air Marshal Peirse die bis dahin größte Bomberflotte gegen verschiedene Städte in Deutschland ein. 169 der 392 eingesetzten Flugzeuge sollten das Hauptziel Berlin bombardieren. Nur 73 erreichten bei schlechtem Wetter Berlin und warfen ihre Bomben mit begrenztem Erfolg ab. Insgesamt gingen 37 Bomber verloren und die Verlustrate der Berlin-Mission betrug 12,4 Prozent. Daraufhin wurden Angriffe auf Berlin zunächst eingestellt. Der Luftwaffenstab befand den Angriff für fahrlässig und Peirse wurde zum Januar 1942 abgelöst.
Ab dem 16. Januar 1943 bombardierte die RAF wieder Berlin; inzwischen hatte die RAF schwere viermotorige Bomber.

### 16. Januar bis 30. März 1943
Vom 16. Januar bis zum 30. März 1943 wurden Teile des Bezirks Tempelhof, die Deutschlandhalle, die St.-Hedwigs-Kathedrale, der große Hörsaal des Pharmazeutischen Instituts der Berliner Universität, das Deutsche Opernhaus in der Bismarckstraße, die Komödie und das Theater am Kurfürstendamm getroffen. Außerdem entstanden 600 größere Brände und Schäden an 20.000 Häusern, es wurden ganze Stadtteile zerstört. Mehrere hundert Menschen starben. Danach wurden fast 10.000 Luftkriegsflüchtlinge nach Gumbinnen und das ostpreußische Umland evakuiert.

### Störangriffe der RAF Mosquitos ab April 1943

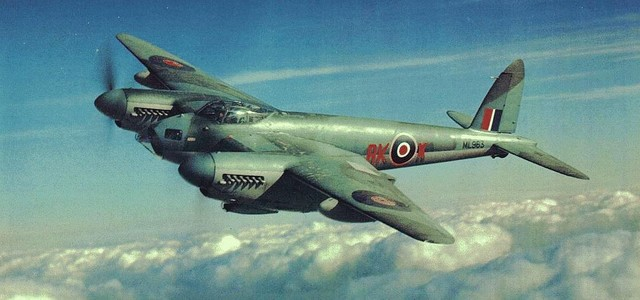
Britischer Zielmarkierer und Schnellbomber Mosquito, 1944

Ab dem April 1943 flog die Royal Air Force mit den wendigen De Havilland DH.98 Mosquito-Schnellbombern in kleinen Schwärmen über die Stadt. Sie konnten zwar mit ihrer kleinen Bombenlast nur geringen Schaden anrichten, zwangen aber zu aufwendigen und umständlichen Luftschutzmaßnahmen, wodurch die Bevölkerung um die Nachtruhe gebracht wurde und übermüdet ihre Tagesarbeit aufnahm. In den letzten Kriegsmonaten waren sie praktisch jede Nacht über Berlin.

### Schlacht um Berlin der Royal Air Force

#### Auftakt 23. August bis 4. September 1943

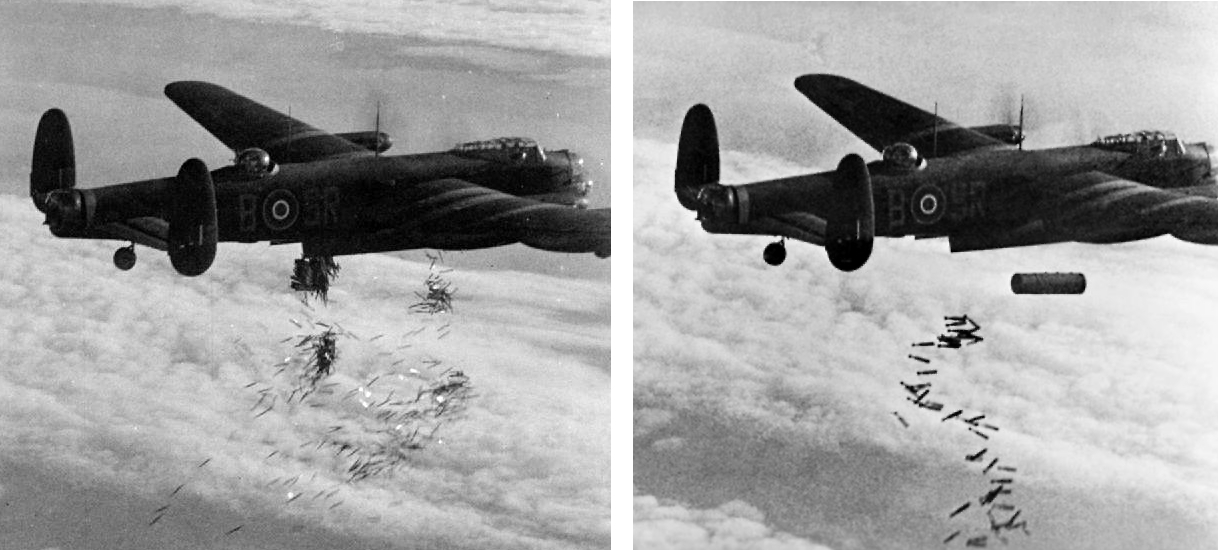
Britische Lancaster beim Bombenwurf. Abwurf von Radartäuschmittel (links), danach Abwurf von Brandbomben und einer Minenbombe „Cookie“ (rechts), 1944

| Datum                 | Dauer über Ziel | Flugzeuge | Flugzeuge   | Verluste | Verluste    | Bombenlast | Angriffschwerpunkt                                                                        |
| Datum                 | Dauer über Ziel | gestartet | abgebrochen | Anzahl   | Verlustrate | Bombenlast | Angriffschwerpunkt                                                                        |
| 23./24. August 1943   | 44 min          | 719       | 77          | 62       | 8,7 %       | 1706 t     | Mitte, Kreuzberg, Tiergarten, Friedrichshain, Spandau, Tegel, Köpenick, Weißensee, Pankow |
| 31./1. September 1943 | 23 min          | 613       | 86          | 47       | 7,7 %       | 1396 t     | ganzes Stadtgebiet                                                                        |
| 3./4. September 1943  | 16 min          | 316       | 18          | 20       | 6,3 %       | 965 t      | Mitte, Wedding, Kreuzberg, Charlottenburg, Friedrichshain                                 |

Zahlen nach Middlebrook; Bombentonnage kann bei anderen Autoren um weniger als 10 % variieren.
Vom 23. August bis zum 4. September 1943 wurde Lankwitz zu 85 Prozent zerstört. Besonders massiv waren die Luftangriffe mit bis zu 727 Bombern auf Lankwitz in der Nacht vom 23. zum 24. August 1943, die als Lankwitzer Bombennacht bekannt wurde. Dabei wurde das Berliner Stadtzentrum verfehlt und das Gros der Bomben fiel in Randgebiete und offenes Gelände. 854 Menschen kamen ums Leben und 2600 Gebäude wurden zerstört oder beschädigt. Man fand heraus, dass eine verhältnismäßig große Zahl der Bombenopfer außerhalb von Luftschutzeinrichtungen ums Leben gekommen waren. Goebbels verschärfte daraufhin die Luftschutzanweisungen. Die Verlustrate bei den Bombern war sehr hoch. Ein zweiter Angriff in der Nacht vom 31. August auf den 1. September verfehlte sein Ziel um bis zu fünfzig Kilometer und in Berlin wurden 85 Häuser zerstört und 68 Menschen getötet. Die Verlustrate von über 7 Prozent der Bomber war erneut hoch. Ein dritter Angriff vom 3. auf den 4. September verfehlte den Hauptzielpunkt erneut. Nach dem zweiten Luftangriff ordnete Gauleiter Goebbels die beschleunigte Evakuierung von Kindern und jungen Müttern aus Berlin an. Eineinhalb Millionen Einwohner verließen Berlin. Die Großgaststätte Haus Vaterland neben dem Potsdamer Bahnhof, das Postamt Dahlem, das Reichsgesundheitsamt in Staaken, ein Teil der Flughafenanlagen, die Versuchs- und Lehranstalt für Brauerei und das Strafgefängnis Plötzensee in Charlottenburg wurden zerbombt. Vier zum Tode Verurteilte konnten dabei fliehen. Daraufhin wurde die Todesstrafe an allen anderen Verurteilten bald vollstreckt („Plötzenseer Blutnächte“).
Harris entschloss sich im September, die Angriffe auf Berlin einzustellen. Es ist unklar, ob er mit dem Angriff am 23. August die Schlacht um Berlin eröffnen wollte und sie dann unterbrach oder ob die Angriffsserie dazu dienen sollte, Churchills wiederholten Aufforderungen zu Luftangriffen auf Berlin nachzukommen. Harris nannte in seinen Memoiren den November als Beginn der Schlacht, während sein Vertrauter und Stellvertreter Robert Saundby den August nennt.
Während der nächsten zwei Monate führte die RAF Großangriffe gegen andere deutsche Städte und Ziele in Frankreich durch und Berlin wurde nur noch von gelegentlichen Störangriffen der Mosquitos betroffen.

#### 18. November 1943 bis 25. März 1944
| Datum                 | Dauer über Ziel | Flugzeuge | Flugzeuge   | Verluste          | Verluste    | Bombenlast geschätzt | Angriffschwerpunkt |
| Datum                 | Dauer über Ziel | gestartet | abgebrochen | Anzahl (+Unfälle) | Verlustrate | Bombenlast geschätzt | Angriffschwerpunkt |
| 18./19. November 1943 | 16 min          | 444       | 26          | 9                 | 2,0 %       | 1575 t               | Innenstadt |
| 22./23. November 1943 | 22 min          | 764       | 86          | 26                | 3,4 %       | 2464 t               | Innenstadt bis Alexanderplatz |
| 23./24. November 1943 | 17 min          | 383       | 46          | 20                | 5,2 %       | 1377 t               | Innenstadt |
| 26./27. November 1943 | 14 min          | 450       | 28          | 28 (+14)          | 6,3 %       | 1624 t               | Norden Berlins |
| 2./3. Dezember 1943   | 20 min          | 458       | 43          | 40                | 8,7 %       | 1600 t               | Innenstadt |
| 16./17. Dezember 1943 | 14 min          | 498       | 30          | 25 (+34)          | 5,2 %       | 1773 t               | Mitte, Charlottenburg, Spandau, Wilmersdorf, Kreuzberg                                                                             |
| 23./24. Dezember 1943 | 14 min          | 390       | 32          | 15 (+34)          | 3,9 %       | 1265 t               | Osten Berlins |
| 29./30. Dezember 1943 | 20 min          | 712       | 45          | 20                | 2,8 %       | 2222 t               | Neukölln, Tempelhof |
| 1./2. Januar 1944     | 14 min          | 421       | 29          | 28                | 6,7 %       | 1351 t               | Süden und Südosten Berlins |
| 2./3. Januar 1944     | 13 min          | 383       | 60          | 26                | 7,0 %       | 1066 t               | Süden und Südosten Berlins |
| 20./21. Januar 1944   | 20 min          | 769       | 75          | 35                | 4,6 %       | 2348 t               | Osten Berlins |
| 27./28. Januar 1944   | 14 min          | 530       | 38          | 33                | 6,4 %       | 1704 t               | Köpenick, Treptow, Neukölln |
| 28./29. Januar 1944   | 20 min          | 677       | 66          | 46 (+5)           | 6,8 %       | 1887 t               | verstreut auf 16 Bezirke |
| 30./31. Januar 1944   | 14 min          | 540       | 43          | 33                | 6,2 %       | 1896 t               | Charlottenburg, Tiergarten, Wilmersdorf, Köpenick, Schöneweide, Treptow                                                            |
| 15./16. Februar 1944  | 22 min          | 891       | 75          | 43                | 4,8 %       | 2643 t               | Mitte, Tiergarten, Wedding, Prenzlauer Berg, Pankow, Friedrichshain, Charlottenburg, Treptow, Lichtenberg, Zehlendorf, Wilmersdorf |
| 24./25. März 1944     | 20 min          | 811       | 53          | 72                | 9,1 %       | 2493 t               | Mitte, Kreuzberg, Wedding, Tempelhof                                                                                               |

Zahlen nach Middlebrook; Bombentonnage kann bei anderen Autoren um weniger als 10 % variieren.

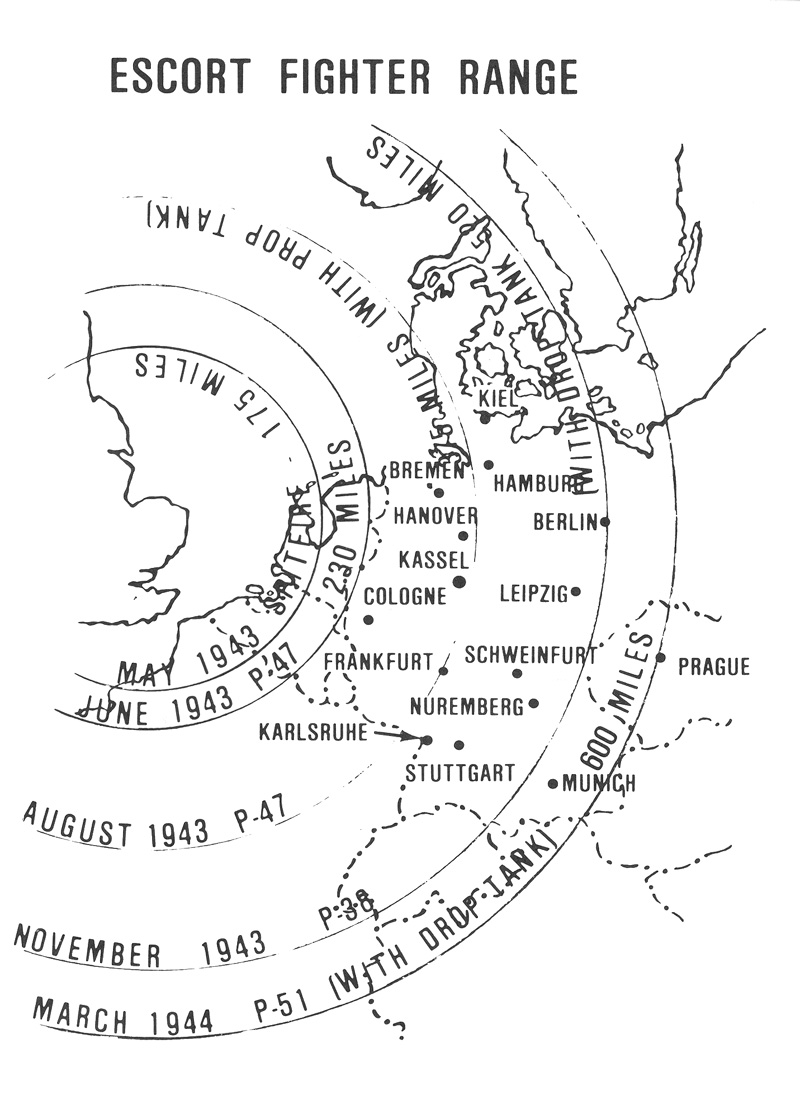
Reichweitenerhöhung der alliierten Begleitjäger

Am Abend des 24. März 1944 starteten 811 RAF-Bomber zu einem erneuten Luftangriff auf Berlin. 739 von ihnen kehrten zurück, 72 stürzten über Deutschland oder über der Nordsee ab. Danach stellte Bomber Command die Schlacht ein, weil die Verluste und der Aufwand im Verhältnis zum Erfolg zu hoch waren. Laut RAF-Statistik gingen in der Schlacht um Berlin 607 RAF-Flugzeuge verloren, dabei wurden 3347 Besatzungsmitglieder getötet und 992 überlebten.

### Zeit der großen USAAF-Tagesangriffe
Der aufwachsenden amerikanischen strategischen Bomberflotte in Europa (Eighth Air Force), die auf Tagesangriffe setzte, fehlten zunächst ausreichend viele Bomber und weitreichende Begleitjäger, so dass tiefe Angriffe ins Deutsche Reich sich als zu verlustreich erwiesen und es vermieden wurde Berlin anzugreifen. Zum Jahresanfang 1944 standen mit der North American P-51 (Mustang) weitreichende Tagjäger zur Verfügung und zur Vorbereitung auf die Landung in der Normandie wollten die Alliierten die Luftherrschaft erringen. Amerikanische Luftangriffe mit Jagdschutz auf Berlin sollten nun die Berliner Rüstungsproduktion mit ihren Komponenten für den Flugzeugbau treffen und gleichzeitig die deutsche Jagdwaffe dezimieren. Am 4. März starteten die Amerikaner ihre Luftangriffe auf Berlin.
| Datum         | Flugzeuge | Flugzeuge   | Verluste | Verluste    | Bombenlast geschätzt | Angriffschwerpunkt                                       |
| Datum         | gestartet | über Berlin | Anzahl   | Verlustrate | Bombenlast geschätzt | Angriffschwerpunkt                                       |
| 4. März 1944  | 502       | unklar      | –        | 0,0 %       | 67 t                 | südliches Vorfeld von Berlin                             |
| 6. März 1944  | 730       | 672         | 41       | 5,6 %       | 1645 t               | Spandau, Zehlendorf, Steglitz (und weitere?)             |
| 8. März 1944  | 620       | 470         | 43       | 6,9 %       | 900 t                | östliche und südliche Außenbezirke                       |
| 9. März 1944  | 361       | 339         | 6        | 1,7 %       | 787 t                | Lichtenberg, Zehlendorf, Lichterfelde                    |
| 22. März 1944 | 688       | 657         | 12       | 1,7 %       | 1471 t               | Zentrum und Nordosten                                    |
| 29. Apr. 1944 | 679       | 580         | 63       | 9,3 %       | 1406 t               | Bombenteppich vom Halleschen Tor bis Norden              |
| 7. Mai 1944   | 670       | 610         | 24       | 3,6 %       | 1370 t               | Innenstadt, Regierungsviertel                            |
| 8. Mai 1944   | 420       | 386         | 13       | 3,1 %       | 858 t                | Tiergarten bis Unter den Linden                          |
| 19. Mai 1944  | 623       | 495         | 27       | 4,3 %       | 722 t                | Mitte, Tiergarten, Wedding, Prenzlauer Berg, Lichtenberg |
| 24. Mai 1944  | 536       | 464         | 37       | 6,9 %       | 1021 t               | Wilmersdorf, Steglitz, Schöneberg                        |
| 21. Juni 1944 | 749       | 686         | 32       | 4,3 %       | 1640 t               | Norden und Süden                                         |
| 6. Aug. 1944  | N/A       | 128         | 10       |             | 300 t                | Tempelhof, Treptow, Köpenick                             |
| 6. Okt. 1944  | 418       | 376         | 8        | 1,9 %       | 802 t                | Spandau, Tegel, Charlottenburg, Reinickendorf            |
| 5. Dez. 1944  | 441       | 404         | 12       | 2,7 %       | 1060 t               | Siemensstadt, Pankow, Weißensee, Spandau, Neukölln       |
| 3. Feb. 1945  | 958       | 939         | 27       | 2,8 %       | 2394 t               | Mitte, Kreuzberg (Zeitungsviertel), Wedding              |
| 25. Feb. 1945 | 1184      | 1112        | 13       | 1,1 %       | 2887 t               | Friedrichshain, Lichtenberg, Mitte                       |
| 18. März 1945 | 1327      | 1211        | 28       | 2,1 %       | 3093 t               | Siemensstadt, Prenzlauer Berg, Mitte, Kreuzberg          |
| 28. März 1945 | 446       | 405         | 1        | 0,2 %       | 1096 t               | gesamtes Stadtgebiet                                     |

#### 6. März 1944

US-amerikanische Langstreckenjäger vom Typ P-51 Mustang, 1944

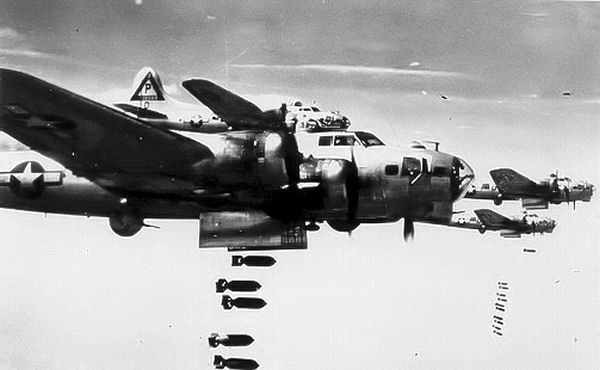
US-amerikanische B-17G „Flying Fortress“ beim Bombenwurf, ab 1944

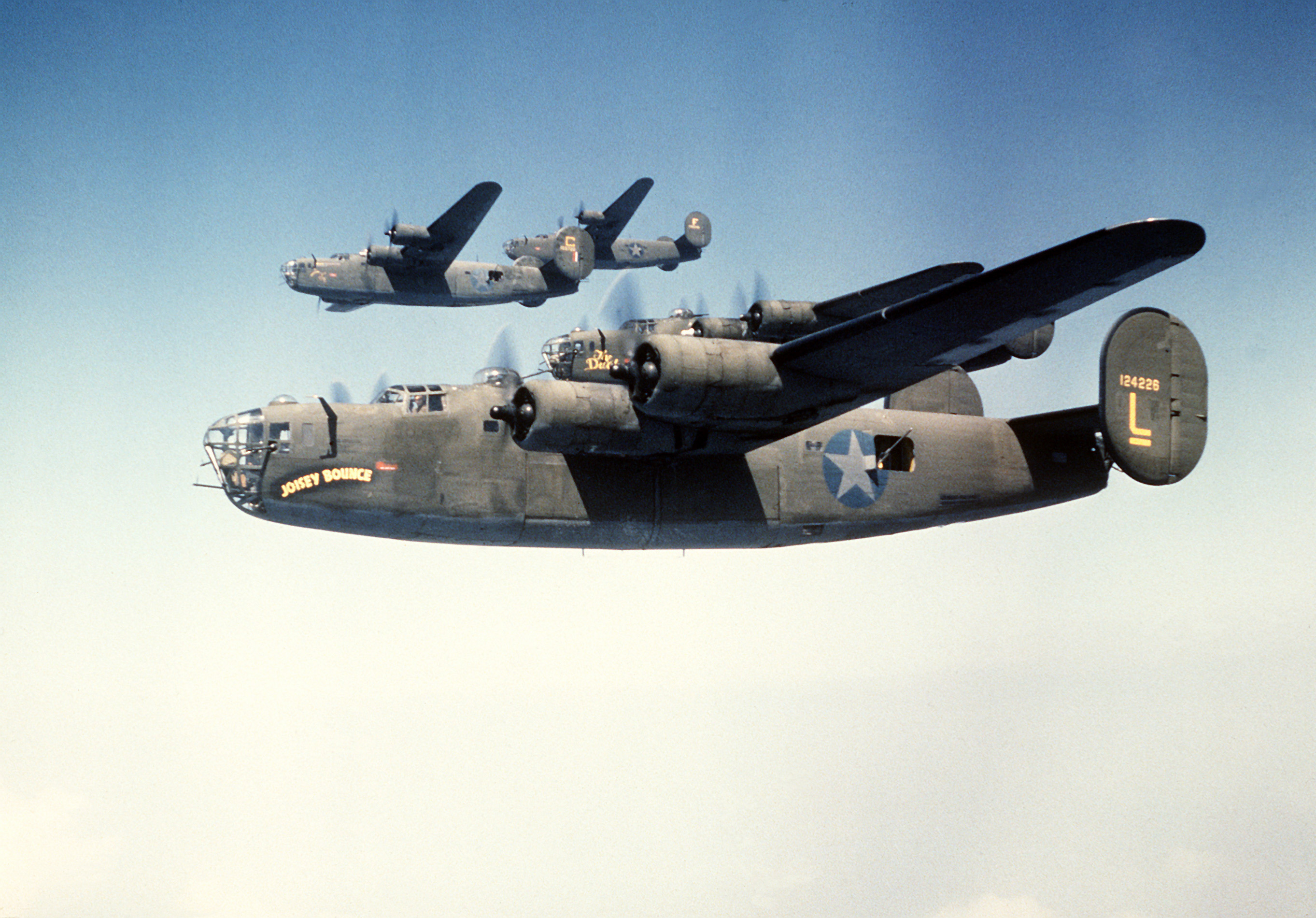
US-amerikanische B-24 „Liberator“, 1943

Am 6. März 1944 flogen Bomberverbände der USAAF den ersten Tagesangriff auf Berlin. 658 schwere US-Bomber griffen den Großraum Berlin an, wobei Orte wie Potsdam, Wittenberge, Templin, Oranienburg und Kalkberge zu den Ausweichzielen gehörten. Mit 69 verlorenen Bombern war es der verlustreichste Angriff innerhalb eines Tages der 8th Air Force im gesamten Krieg.

#### 3. Februar 1945
Am 3. Februar 1945, einem Samstag, griffen 958 Bomber der USAAF Berlin an. 939 der Bomber kamen durch die deutsche Flugabwehr. Der 288. Luftangriff auf Berlin verlief in zwei Wellen, die erste von 11:02 bis 11:18 Uhr durch die 1st Air Division und eine zweite von 11:24 bis 11:52 Uhr durch die 3rd Air Division mit Boeing B-17. Insgesamt wurden über 2000 t Sprengbomben und 250 t Brandbomben auf weite Teile des Nordwestens von Kreuzberg und des Bezirks Mitte abgeworfen, wobei das Zeitungsviertel und das Exportviertel um die Ritterstraße schwer getroffen wurden. Der an diesem Tag herrschende starke Wind fachte die Brände an.
Der Wehrmachtbericht vom 14. Februar 1945 sprach von 2.894 Toten; die tatsächliche Zahl dürfte weit größer gewesen sein. Britische und amerikanische Quellen geben die Zahl der zivilen Opfer mit 25.000 an. Gemessen an der Zahl der Todesopfer war es der schwerste Luftangriff auf Berlin. Unter ihnen war der Vorsitzende des Volksgerichtshofes Roland Freisler. Bei dem Angriff wurden mindestens 20.000 Menschen verletzt und 120.000 obdachlos. Unter den Opfern waren auch viele Häftlinge und Zwangsarbeiter, denen die Nutzung von Luftschutzeinrichtungen generell verwehrt war.
2.296 Bauten wurden total zerstört, 909 wurden schwer und 3.606 mittel bis leicht beschädigt, 22.519 Wohnungen wurden zerstört und weitere 27.017 mussten wegen Einsturzgefahr geräumt werden. 360 Rüstungsbetriebe wurden völlig zerstört und weitere 170 stark beeinträchtigt. Potsdamer und Anhalter Bahnhof mit ihren weiträumigen Gleisanlagen wurden völlig zerstört. Zu den zahlreichen weitgehend ausgebrannten Baudenkmalen zählten das Berliner Schloss und die nach schweren Schäden im April 1941 durch einen britischen Luftangriff im Dezember 1942 wiedereröffnete Staatsoper Unter den Linden.

#### 18. März 1945
Am 18. März 1945, einem Sonntag, erreichten mindestens 1200 Bomber der USAAF die Stadt und warfen zwischen 10:57 und 12:45 Uhr über 3000 t Bomben ab. Gemessen an der Bombenlast war es der schwerste Luftangriff auf Berlin.

#### April 1945
Der letzte große Tagesangriff der USAAF begann am 10. April 1945 um 14:30 Uhr und endete um 14:55 Uhr. 1232 Flugzeuge nahmen daran teil; dies war die größte Anzahl jemals zugleich über Berlin eingesetzter Maschinen.
Der letzte britische Luftangriff auf Berlin war am 19. April 1945.

### Schlacht um Berlin der Roten Armee
Ab dem 21. April 1945 überließen die RAF und USAAF den Luftraum über Berlin den sowjetischen Schlacht- und Tieffliegern zur Luftnahunterstützung für die Schlacht um Berlin.

## Opferzahlen

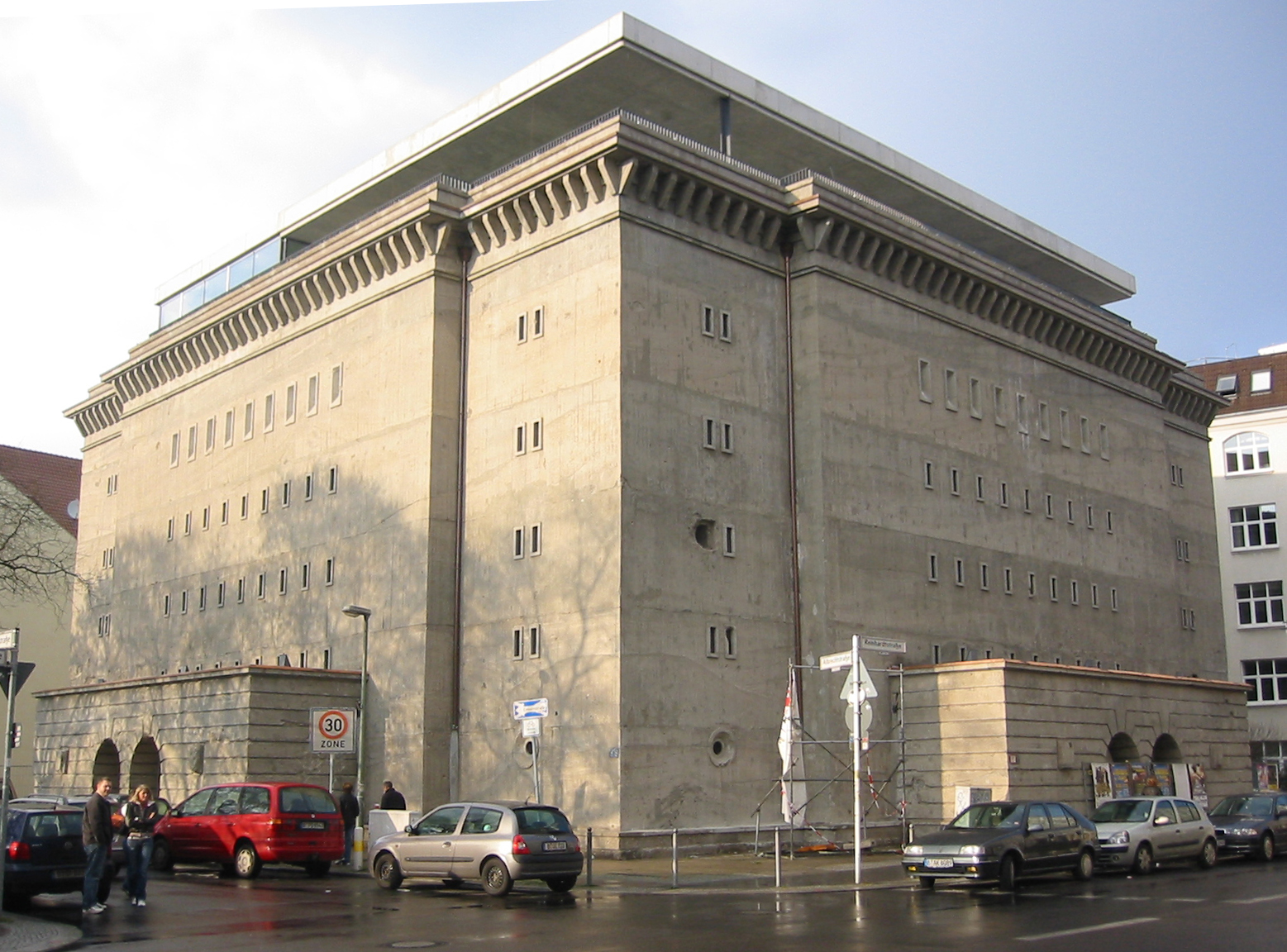
Reichsbahnbunker Friedrichstraße, seit 2007 Sitz der Sammlung Boros

Berlin war die deutsche Stadt mit den meisten Luftangriffen, dennoch blieb die Zahl der Opfer geringer als beispielsweise bei der „Operation Gomorrha“ in Hamburg. Über die Zahl der Opfer gibt es unterschiedliche Angaben:
Der Militärhistoriker Olaf Groehler schätzte die Opferzahl der Luftangriffe auf dokumentarischer Grundlage auf 29.000–30.000, was auch Laurenz Demps für plausibel hält. Das Zustandekommen der vom ehemaligen Oberst der Schutzpolizei Eugen Schnell berichteten Zahl von 49.600 Toten für Berlin ist unklar und die Angabe wird von Demps als zu hoch betrachtet. Der Autor Jörg Friedrich nannte in seinem 2004 erschienenen Buch Der Brand insgesamt 11.367 Tote.

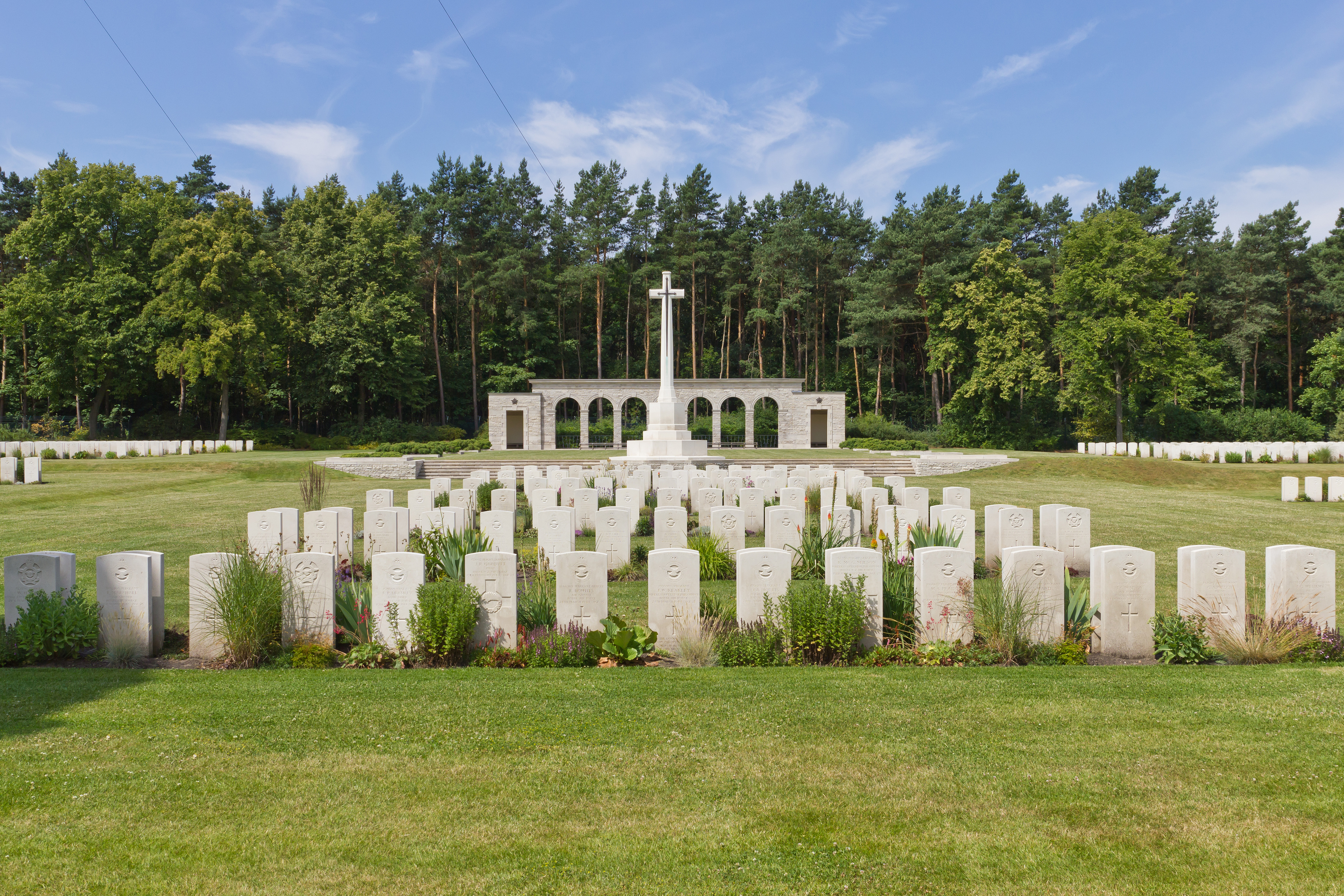
Britischer Friedhof, Heerstraße

In Berlin gab es, anders als in anderen deutschen Städten, aufgrund baulicher Gegebenheiten (wenig bis keine Fachwerkhäuser, breite Straßen ohne dichte Bebauung) keinen Feuersturm.
Am Ende des Krieges lagen 28,5 km² der bebauten Stadtfläche in Trümmern. Hunderttausende Berliner waren obdachlos.
Von 1.562.641 Wohnungen wurden über 500.000 total zerstört, rund 100.000 schwer beschädigt und 380.000 leicht beschädigt; nur 370.000 blieben unbeschädigt. In den Bezirken Mitte und Tiergarten waren über 50 % der Wohnungen total oder schwer zerstört.
Die Toten der Royal Air Force wurden zunächst auf dem britischen Soldatenfriedhof Trakehner Allee beigesetzt und 1959 auf den britischen Friedhof an der Heerstraße umgebettet.

## Sonstiges
Typische Berliner Mietskasernen der Arbeiterklasse wurden im Mai 1943 auf dem US-amerikanischen Militärstützpunkt Dugway Proving Ground errichtet („Deutsches Dorf“), weil es den Alliierten nicht gelang, in der Reichshauptstadt einen Feuersturm zu entfachen. Die Zimmer dieses Dorfes waren mit typischen deutschen Möbeln ausgestattet und die Fenster mit Gardinen aus deutschen Stoffen behängt. An den Bauten wollte man die Brandbomben für die Bombardierung der Hauptstadt und andere deutsche Städte erproben, um „dem deutschen Industriearbeiter sein Dach über dem Kopf zu nehmen“ (morale-bombing-Strategie).
Der Kampfmittelräumdienst ist zuständig für die Kampfmittelbeseitigung. Im Jahr 2021 wurde geschätzt, dass auf dem Stadtgebiet von Berlin noch rund 4600 Blindgänger liegen.